# 128 ударов сердца в минуту
«128 ударов сердца в минуту» (англ. We Are Your Friends) — молодёжная драма 2015 года. Режиссёрский дебют Макса Джозефа. В Лондоне фильм вышел в прокат 11 августа 2015 года, в США — 28 августа 2015 года, а в России — 3 сентября 2015 года.

## Сюжет
Лос-Анджелес, Калифорния – это мир бесконечных возможностей днем и нереальных голливудских вечеринок ночью. Оба этих мира стремится покорить молодой диджей по имени Коул, неустанно работающий над своим пробивным треком, который должен взорвать весь мир. Молодому диджею предстоит выдержать массу испытаний на пути к славе и богатству. Его замечает и берет под крыло известный диджей Джеймс, но все становится крайне запутанным, когда Коул влюбляется в молодую подружку Джеймса. Вскоре перед Коулом встает непростой выбор между любовью, верностью, старыми друзьями и будущим, о котором он так мечтает.

## В ролях
| Актёр            | Роль        |
| ---------------- | ----------- |
| Зак Эфрон        | Коул        |
| Эмили Ратаковски | Софи        |
| Уэс Бентли       | Джеймс      |
| Джонни Уэстон    | Мэйсон      |
| Шайло Фернандес  | Олли        |
| Джон Бернтал     | Пэйдж       |
| Алисия Коппола   | мисс Ромеро |
| Ванесса Ленгиз   | Мэл         |
| Джон Абрахамс    | Ники        |

## Критика и отзывы
На сайте Rotten Tomatoes фильм имеет 40 % положительных рецензий и среднюю оценку 5/10, что основано на 131 рецензии критиков. По мнению сайта-агрегатора Metacritic «128 ударов сердца в минуту» заслужили 46 баллов из 100, что означает «смешанные или средние обзоры». Один из крупнейших исследователей рынка кино CinemaScore оценил фильм на C+ по шкале от A+ до F.